# Waschhaus (Aincourt)

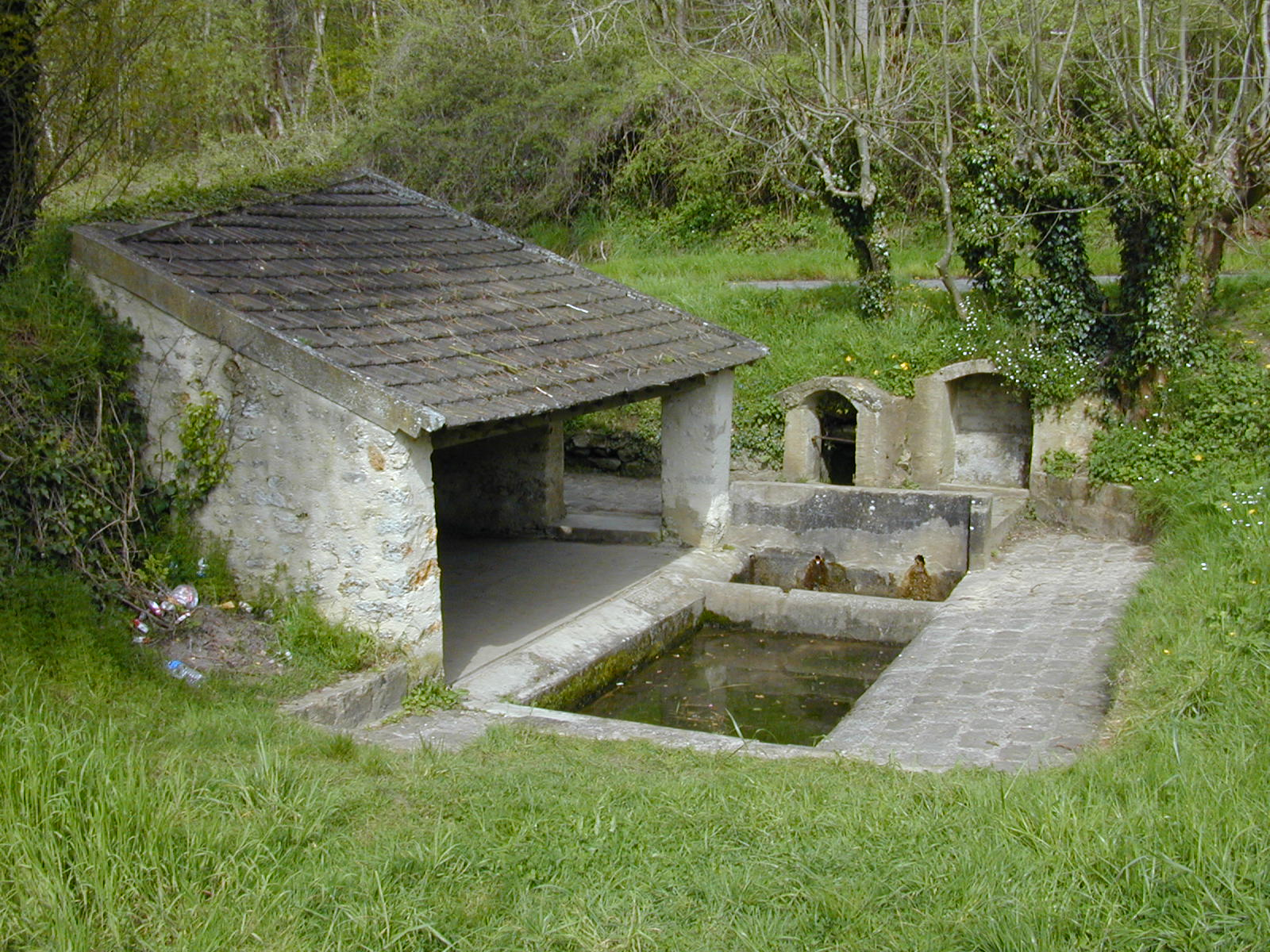
Waschhaus in Aincourt

Das Waschhaus (französisch lavoir) in Aincourt, einer französischen Gemeinde im Département Val-d’Oise in der Region Île-de-France, wurde Ende des 19. Jahrhunderts errichtet. Das öffentliche Waschhaus steht in der Gemarkung Lesseville. 
Der Wasserzulauf für das Waschhaus erfolgt über zwei erhöhte Wasserleitungen (siehe Foto rechts). Das dreiseitig geschlossene Waschhaus an der Längsseite des Wasserbeckens besteht aus Bruchsteinen. Es wird von einem Pultdach mit Ziegeln gedeckt.